# Dołhobrody
Dołhobrody – wieś w Polsce położona w województwie lubelskim, w powiecie włodawskim, w gminie Hanna.
| SIMC    | Nazwa       | Rodzaj    |
| ------- | ----------- | --------- |
| 0012109 | Baje        | część wsi |
| 0012115 | Lipinki     | część wsi |
| 0012121 | Łydyny      | część wsi |
| 0012138 | Patochy     | część wsi |
| 0012144 | Podworzany  | część wsi |
| 0012150 | Rzywuchy    | część wsi |
| 1025516 | Szydłów Kąt | część wsi |
| 0012167 | Wydumka     | część wsi |
| 1025539 | Zadolinie   | część wsi |
| 0012173 | Zagrudcze   | część wsi |

Wieś magnacka położona była w końcu XVIII wieku w powiecie brzeskolitewskim województwa brzeskolitewskiego.
W latach 1954–1961 wieś należała i była siedzibą władz gromady Dołhobrody, po jej zniesieniu w gromadzie Hanna. W latach 1975–1998 miejscowość administracyjnie należała do województwa bialskopodlaskiego.
Wieś jest sołectwem w gminie Hanna. Według Narodowego Spisu Powszechnego z roku 2011 wieś liczyła 595 mieszkańców.
Początki miejscowości datowane są na XIV wiek. Od XVII w. do 1919 w Dołhobrodach znajdowała się cerkiew Podwyższenia Krzyża Pańskiego, początkowo prawosławna, następnie unicka i od 1874 ponownie prawosławna, zamieniona w 1919 na kościół i zburzona w 1929.

## Nazwa miejscowości
Nazwa pochodzi prawdopodobnie od bród trzech mnichów, którzy osiedlili się na tych terenach. Mieszkańcy nazywali ich po prostu „długimi brodami”, co w miejscowym języku brzmiało jak Dołhobrody ("Dowhoburody").
Inne podania mówią, że nazwa pochodzi od brodów na pobliskiej rzece Bug. Bug tutaj rozlewa się bardzo szeroko i ma bardzo płytkie koryto („Dowhobrody” – długie brody). Obecnie upowszechnia się forma dopełniacza: Dołhobrody – Dołhobrodów, wskazująca na związek z brodami rzecznymi, jednak kiedyś za jedyną poprawną formę uważano postać Dołhobrody – Dołhobród, wskazującą na pochodzenie nazwy od bród.
Według innej koncepcji nazwa miejscowości pochodzi od dębowego grodu, na co wskazuje gwarowa postać jednego z lokalnych wariantów nazwy miejscowości „Dubuhrody”, nazwa sąsiedniego przysiółka Zahrodocze (za horodem - za grodem) oraz ślady wczesnośredniowiecznego osadnictwa.
Ostatnia wreszcie teoria na temat nazwy wsi wywodzi ją od rodzaju budulca użytego przy budowie domów: Dubohrody, Dubohrudy – grądy, wzgórza, wzniesienia porośnięte dębami.

## Historia
Przynależność państwowa i administracyjna:
- X–XIV w. – krzyżowanie się wpływów polskich i ruskich, dominacja Rusi Halicko-Włodzimierskiej.
- XV w. – Wielkie Księstwo Litewskie.
- Od 1569 r. w Rzeczypospolitej Obojga Narodów, powiat brzeski województwa brzeskolitewskiego, od końca XVI w. wieś Radziwiłłów.
- Po III rozbiorze w 1795 r. w austriackiej Nowej Galicji (Galicji Zachodniej), od 1803 r. – cyrkuł włodawski ze stolicą w Białej Podlaskiej
- Po 1809 r. w granicach Księstwa Warszawskiego, według podziału administracyjnego z 1810 r. w ramach powiatu włodawskiego departamentu siedleckiego.
- Po 1815 w granicach Królestwa Polskiego pod władzą Rosji.
- Od 1912 r. w wyłączonej z Kraju Nadwiślańskiego guberni chełmskiej.
- Po 1915 r. pod okupacją państw centralnych w ramach Generalnego Gubernatorstwa Lubelskiego.
- 1918–1939 Rzeczpospolita Polska, województwo lubelskie, powiat bialski, gmina Sławatycze. Według spisu powszechnego z 1921 r. była to wieś licząca w sumie 206 domów. W samej wsi (nie licząc oddzielnie spisanych kolonii: Baje, Łydyny, Patochy) mieszkało 1116 osób: 527 mężczyzn, 589 kobiet. Pod względem wyznania żyło tu 654 rzymskich katolików, 417 prawosławnych, 1 ewangelik i 44 żydów. 1 005 mieszkańców deklarowało narodowość polską, 107 rusińską[a], 3 osoby deklarowały się jako Żydzi, a 1 osoba deklarowała inną narodowość[b]. Ten sam spis podaje, że na Bajach było 13 domów, 82 mieszkańców (w tym 40 mężczyzn), 70 katolików, 12 prawosławnych, ale tylko jedna osoba nie deklarowała narodowości polskiej, lecz rusińską. Podobnie wyglądała sytuacja w Łydynach, gdzie wszystkich 30 mieszkańców (w tym 14 mężczyzn, 26 katolików i 4 prawosławnych) uważało się za Polaków. Również na Patochach wszyscy mieszkańcy (23 mężczyzn i 28 kobiet, razem 51 osób w 7 domach) uważali się za Polaków, choć pod względem wyznaniowym byli podzieleni na katolików (46) i prawosławnych (5)[14]. W 1922 r. Dołhobrody wraz z całą gminą znalazły się w powiecie włodawskim.
- 1939–1944 – okupacja niemiecka, dystrykt lubelski Generalnego Gubernatorstwa;
- Po 1944:
  - w województwie lubelskim do 1975 r.;
  - w latach 1975–1998 do województwa bialskopodlaskiego;
  - po 1998 r. ponownie w województwie lubelskim, powiat włodawski, gmina Hanna.

W 1876 roku urodził się tutaj polityk ludowy Józefat Błyskosz.

## Współczesność
Obecnie we wsi mieści się szkoła podstawowa, siedziba parafii rzymskokatolickiej Podwyższenia Krzyża Świętego z kościołem św. Stanisława, miejscowa jednostka Ochotniczej Straży Pożarnej oraz Placówka Straży Granicznej w Dołhobrodach im. ppor. Jana Bołbotta. Rozwija się lokalne życie kulturalne.
W Dołhobrodach pomieszkuje malarz Stanisław Baj.